# 김자연
김자연(1988년 3월 3일 ~ )은 대한민국의 성우로, 2012년 한국방송 성우극회 공채 37기로 입사했다.

## 출연작
굵은 글씨는 메인 캐릭터.

### 방송
- 동물의 왕국 (KBS) - 목소리 출연

### 외화
- 닥터후 시즌 8(KBS) - 브래들리(애슐리 포스터)
- 닥터후 시즌 9(KBS) - 놀랜더(그레첸 이골프)
- 닥터후 시즌 10(KBS) - 쉬린(맨딥 딜론)
- 싱 스트리트 (KBS) - 개리(칼 라이스)
- 인턴(기내더빙) - 페이지(조조 쿠시너)
- 닥터 포스터(KBS) - 톰(톰 타일러)
- 만달로리안(디즈니+) - 보-카탄 크레이즈(케이티 색호프)
- 드래곤 길들이기 - 플레그마(루스 코드)

### TV 애니메이션
- 외계가족 졸리폴리 (KBS)
- 프린세스 스타의 모험일기 (디즈니 채널) - 스타 버터플라이
- 무빙툰 아메리칸 유령 잭 - 신디
- 찰리 앤 롤라 - 로타
- 사라 앤 덕 - 우산, 존
- 합체팽이 인피니티 나도 (JEI재능TV) - 준
- 링컨의 집에서 살아남기 - 리사 라우드, 릴리 라우드, 로니 앤
- 매직어드벤처 (KBS) - 벨라
- 젤리고(KBS) - 고고/로로
- 레고 닌자고(투니버스) - 하루미
- 팡팡다이노 (KBS) - 모모
- 슈퍼트론 - 강찬
- 마법소녀 디디 - 디디
- 요괴학원 Y ~N과의 조우~ (투니버스) - 양우연
- 몰리 맥기와 유령 (디즈니+) - 몰리 맥기
- 닌타마 란타로 24기 (KBS 키즈) - 단조
- 로보카 폴리 (EBS) - 마리
- 디지몬 고스트 게임 (재능TV) - 한수진
- 빠샤메카드 (MBC) - 아라
- 퓨어엔젤 미라클 매직 (투니버스) - 에리카

### 극장용 애니메이션
- 두갈 : 마법의 회전목마 - 플로렌스
- 쿰바 : 반쪽무늬 얼룩말의 대모험 - 피피
- 꼬마잠수함 올리 - 밥시
- 박스트롤
- 미니언즈 - 티나
- 아이 엠 스타! 꿈의 오디션 - 카논
- 스머프: 비밀의 숲
- 극장판 요괴워치: 요괴학원 Y 고양이는 HERO가 될 수 있을까 - 양우연
- 위시
- 슈퍼배드 4 - 포피 프레스콧

### 라디오 드라마

#### 소설극장(KBS 3라디오)
- 2012.10.06 ~ 2012.11.09 백영옥 <실연당한 사람들을 위한 일곱시 조찬 모임> (정미도)
- 2013.01.25 ~ 2013.03.07 심윤경 <사랑이 달리다> (큰올케)
- 2013.03.08 ~ 2013.04.06 백가흠 <나프탈렌> (김덕이)
- 2013.04.07 ~ 2013.05.03 이주호,황조윤 <광해,왕이 된 남자> (안개시)
- 2013.05.04 ~ 2013.07.07 김진명 <몽유도원> (어린독준)
- 2013.07.08 ~ 2013.08.02 피츠제럴드 <위대한 개츠비> (여자2)
- 2013.10.03 ~ 2014.01.20 조정래 <정글만리> (리옌링)

#### 라디오 극장(KBS 한민족 방송)
- 2012.04.01 ~ 2012.04.30 김탁환 <열녀문의 비밀> (향이/아낙)
- 2012.10.01 ~ 2012.10.31 고정욱 <까칠한 재석이가 돌아왔다> (향금)
- 2012.11.01 ~ 2012.11.30 김별아 <채홍> (호초/이나인/나인3/세수간)
- 2013.03.01 ~ 2013.03.31 최일남 <그리고 흔들리는 배> (지숙)
- 2013.04.01 ~ 2013.04.30 양귀자 <모순> (친구2/어린진모/하랑/비둘기)
- 2013.06.01 ~ 2013.06.30 이도우 <사서함 110호의 우편물> (최작가)
- 2013.07.01 ~ 2013.07.31 박선희 <도미노 구라파식 이층집> (몽주)
- 2013.08.01 ~ 2013.08.31 주호민 <신과 함께> (삼신동자)
- 2013.10.01 ~ 2013.10.31 전민식 <개를 산책시키는 남자> (동미/메리주인/미향엄마/남아)
- 2013.11.01 ~ 2013.11.30 박범신 <소금> (세희/소년박신/아낙2/신애)
- 2015.02.01 ~ 2015.02.28 조정래 <인간연습> (경희)

#### KBS 무대(KBS 한민족 방송)
- 2012.09.01 <달이 울다> (미치)
- 2012.10.06 <황혼의 블루스> (이보배)
- 2012.10.27 <천년송> (삼월)
- 2012.11.10 <길위의 사람들> (이현정)
- 2013.02.02 <NOBLE CLUB> (여직원3)
- 2013.03.30 <봄날의 종소리> (어린향자)
- 2013.04.13 <날아라,버스야> (노인/노인1)
- 2013.05.11 <율포시곡> (연실)
- 2013.05.25 <신의 유혹> (단비)
- 2013.06.13 <층간 소통> (가영)
- 2013.09.14 <순나의 오동나무> (유리)
- 2013.10.26 <가족> (혜진)
- 2013.11.23 <소수의 사례> (학생1)
- 2013.11.30 <타고났거나 변했거나> (어린정애)
- 2014.05.10 <한영우> (어린영우)
- 2014.11.22 <젊은 느티나무> (영웅)

#### 라디오 독서실(KBS 2라디오)
- 2012.03.11 손보미 <폭우> (홍보직원)
- 2012.03.18 최민석 <부산말로는 할 수 없었던 이방인 부르스의 말로> (방청객)
- 2012.03.25 전석순 <악수> (손님3)
- 2012.04.29 은희경 <빈 처> (민영)
- 2012.05.06 정이현 <소녀시대> (여학생2)
- 2012.06.03 최인훈 <놀부뎐> (아이3)
- 2012.06.10 이청준 <선학동 나그네> (주막여인)
- 2012.07.08 강병융 <낙찰> (인형1)
- 2012.07.13 하우 <모기> (아이)
- 2012.07.09 박해로 <운수 나쁜 날> (행인2)
- 2012.08.19 채만식 <레디메이드 인생> (여자)
- 2012.09.16 김애란 <그곳에 밤 여기에 노래> (아낙1)
- 2012.09.30 작자미상 <규중칠우쟁론기 외 2편> (하녀)
- 2012.10.28 김인숙 <빈집> (여자아이2)
- 2012.12.30 김숨 <옥천 가는 날> (사람2)
- 2013.03.31 최민우 <반ː> (아낙1)
- 2013.04.14 신희 <아직 오지 않은 거리> (젊은 여성)
- 2013.04.21 민미정 <당신에게서 사라진 것> (성우 여)
- 2013.05.05 김종옥 <거리의 마술사> (희수아역)
- 2013.05.29 김경욱 <인생은 아름다워> (성우 여)
- 2013.06.02 손보미 <대관람차> (아이)
- 2013.06.09 손창섭 <잉여인간> (소년)
- 2013.06.16 박완서 <아저씨의 훈장> (나아역/아들)
- 2013.06.23 윤흥길 <황혼의 집> (나)
- 2013.07.07 김희선 <이제는 우리가 헤어져야 할 시간> (아이)
- 2013.07.14 김서령 <어떤 일요일에 전하는 안부인사> (여대생2)
- 2013.08.11 권순정 <목욕탕> (나아역)
- 2013.08.18 권정은 <행복한 우리 집에 어서 오세요> (여자아이)
- 2013.09.01 김동인 <붉은 산><무지개> (소녀1)
- 2013.09.08 박완서 <배반의 여름> (나)
- 2013.09.15 작자미상 <바리데기> (다지박사/아이)
- 2013.10.06 은희경 <서정시대> (나아역)
- 2013.10.20 윤후명 <알함브라 궁전의 추억> (소년)
- 2013.11.10 하성란 <카레 온 더 보더> (영은)
- 2013.11.24 윤성희 <이틀> (딸)
- 2013.12.01 이승우 <나는 아주 오래 살 것이다> (나아역)
- 2013.12.08 이기호 <김박사는 누구인가> (최소연)
- 2014.07.20 황태환 <유나> (유나)

#### 게임
- 괴리성 밀리언아서 - 지원형 티스트, 현란형 터쿼이즈, 정월형 설아
- 난투 - 선토로 외
- 몬스터 길들이기 - 최종병기 란 외
- 사커스피리츠 - 샨티 외
- 포춘 하모니 - 초파랑
- 최강의 군단 - 이자나미, 이자나기

### 드라마 CD
- 요희전기 - 수희
- 앨리스 드라이브 - 앨리스 아키노트
- ACO 맹세 - 서초은
- 우리집 아기고양이 - 태순이 & 달이

## 논란
2016년 7월, 나딕게임즈에서 개발하고 넥슨 코리아에서 배급하는 게임인 《클로저스》의 신규 캐릭터 티나와 《최강의군단》의 캐릭터 이자나미의 성우를 맡고 있었으나, 페이스북 페이지 ‘메갈리아4’에서 페이스북코리아와 진행 중인 여성 혐오성 페이지 유지 문제에 대한 민사 소송 비용을 마련하기 위해 진행 중인 기금 후원의 대가(리워드)로 받은 물품을 트위터에 인증하고, 메갈리아에 대한 온건한 옹호 발언을 한 후 논란이 커지자, 계약이 해지되고 성우가 교체되었다. 넥슨은 보이스 녹음과 사용에 대한 계약금은 모두 지불했다고 밝혔다.
자신의 블로그를 통해, "최근 아버지께서 돌아가셨는데 여성에게는 영정사진과 납골함조차 못 들게 하는 부당함에 의문이 커졌고, 성평등에 관심을 갖게 됐다"며 "공부가 부족한 상황에서 일이 예상치 못하게 커졌다. 이번 일에 있어 넥슨은 나를 많이 배려해주고 걱정해줬다. 녹음에 상응하는 정당한 대가를 받아 부당해고는 아니다. 나로 인해 생기는 오해와 비난이 더 이상은 없었으면 한다"고 밝혔다.